# Smicropus longalis
Smicropus longalis är en fjärilsart som beskrevs av Jacob Hübner 1818. Smicropus longalis ingår i släktet Smicropus och familjen mätare. Inga underarter finns listade i Catalogue of Life.